# توپال عثمان پاشا

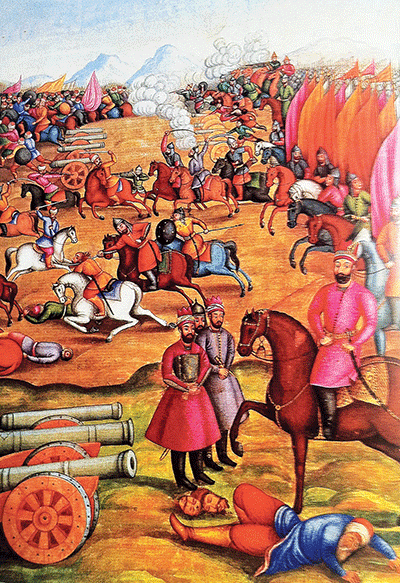
تصویر نشان دهندهٔ لحظات پایانی نبرد کرکوک، جایی که نادر اندوهگین به پیکر توپال عثمان پاشا، تنها کسی که نادر را توانسته بود در جنگ‌ها شکست دهد، خیره می‌شود.

توپال عثمان پاشا (۱۶۶۳–۱۷۳۳) از سرداران و صدراعظم‌های امپراتوری عثمانی در سدهٔ ۱۸ میلادی (۱۱۷۹–۱۲۷۹ خورشیدی) است.

## زندگی‌نامه
وی اصلاً مسیحی و یونانی بوده‌است و در مورئا (Morea) در یونان به دنیا آمد که زیردست عثمانی‌ها بزرگ و مسلمان شد و به خاطر ابراز لیاقت و کاردانی به مقام پاشایی رسیده‌است. وی هم‌عصر شاه سلطان حسین و نادرشاه بوده‌است. توپال به معنای لنگ است و چون عثمان در یکی از جنگ‌ها زخمی شده بود و می‌لنگید به این نام معروف شد. او به درستکاری و دلیری مشهور بوده‌است.
توپال عثمان یکبار در سال ۱۱۱۱ خ. توانست ارتش ایران به فرماندهی نادر را در نبرد سامرا شکست دهد و بغداد را از سقوط رهایی بخشد؛ ولی سه ماه بعد نادر مجدداً به عراق لشکرکشی کرد و ارتش عثمانی را در نبرد آق دربند در نزدیکی کرکوک به سختی شکست داد. توپال عثمان پاشا در سال ۱۱۱۲ خورشیدی به دست اللّه‌یار بیگ گرایلی کشته شد و سر او را بریده و نزد نادر بردند. نادر دستور داد وی را در تابوتی با احترامات کامل به همراه چند تن از اسیران عثمانی به بغداد -نزد احمد پاشا- ببرند.